# Cornucòpia

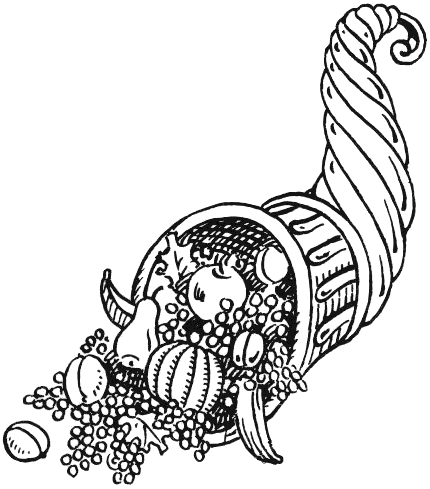
Cornucòpia

La cornucòpia o corn de l'abundància era la banya d'Amaltea, que Zeus va trencar sense voler. Tenia el poder d'oferir desitjos, d'aquí el seu nom llatí, que significa 'banya de l'abundància'.
Posteriorment, la banya es va desvincular d'Amaltea per esdevenir símbol de riquesa. Usualment, se la representa plena de fruites i flors que vessen, com a signe d'abundància de la natura. També pot contenir riqueses minerals, monedes, etc.